# Aubrey/Maturin-serien
Aubrey/Maturin-serien (på engelska också känd som "the Aubreyad", alltså ungefär Aubreyaden) är en serie om 21 romaner (varav en oavslutad) av Patrick O'Brian. Böckerna utspelar sig under Napoleonkrigen och handlar om den brittiske flottkaptenen Jack Aubrey och hans vän, skeppsläkaren, naturvetenskapsmannen och spionen dr. Stephen Maturin.
Filmen Master and Commander - Bortom världens ände (2003) bygger på Aubrey/Maturin-serien, främst på boken Bortom världens ände.

## Böcker i serien
Då några av originalböckerna delats upp vid den svenska översättningen listas här i första hand de engelska originaltitlarna.
1. Master and Commander, 1970 (Jack Aubrey, Royal Navy (1977); Första befälet (övers. Lennart Olofsson, 1999))
2. Post Captain, 1972 (Strandsatt och Fregattkapten, båda övers. Leif Dahlgren)
3. HMS Surprise, 1973 (H.M.S. Surprise, övers. Carla Wiberg)
4. The Mauritius Command, 1977 (Striden om Mauritius, övers. Carla Wiberg)
5. Desolation Island, 1978 (Ödslighetens ö, övers. Carla Wiberg)
6. The Fortune of War, 1979 (Krigslycka, övers. Carla Wiberg)
7. The Surgeon's Mate, 1980 (Skeppskamrater, övers. Carla Wiberg)
8. The Ionian Mission, 1981
9. Treason's Harbour, 1983
10. The Far Side of the World, 1984 (Bortom världens ände, boken övers. Carla Wiberg, filmen övers. Roger Wiberg)
11. The Reverse of the Medal, 1986
12. The Letter of Marque, 1988
13. The Thirteen-Gun Salute, 1989
14. The Nutmeg of Consolation, 1991
15. Clarissa Oakes, 1993 (publicerad som The Truelove i USA)
16. The Wine-Dark Sea, 1993
17. The Commodore, 1995
18. The Yellow Admiral, 1996
19. The Hundred Days, 1998
20. Blue at the Mizzen, 1999
21. The Final Unfinished Voyage of Jack Aubrey, 2004